# Hetényi Amália
Törökné Hetényi Amália (?, 1842 körül – Torontáltorda, 1898. december) színésznő.

## Életútja
Hetényi József színész leánya. 1845-től mint gyermekszínész kezdte pályáját. Édesapja társulataiban szerepelt, 1861-ig vannak adatok fellépéseire. Kedves társalgási színésznő volt, előkelő, finom modorral, csendes, nyugodt kedéllyel. Főként kortárs színművek fiatal leány- és asszonyszerepeit formálta meg. Nem sokáig működött a pályán. Török Zsigmond színész és jogásznak lett a felesége, együtt vonultak vissza a színészettől.

## Fontosabb szerepei
- Vilma (Eötvös J.–Szigeti J.: Viola)
- Rózsa (Szigeti J.: A szép juhász)
- Évi (Szigligeti E.: A cigány)